# Kamisama Minarai: Himitsu no Cocotama
Kamisama Minarai: Himitsu no Cocotama (かみさまみならい ヒミツのここたま, litt. « Cocotama: Dieux secrets des apprentis ») est un anime en 139 épisodes de 55 minutes produit par OLM et diffusé entre le 1er octobre 2015, et le 30 août 2018.

## Synopsis
Kokoro Yotsuba est une cinquième élève qui vit dans la ville balnéaire d'Aozora, qui est maladroite mais prend également bien soin de ses affaires. Vivant aux côtés de son frère, elle a compris une fois ce que sa grand-mère lui disait, à savoir que «tout a une âme» et que les choses doivent être chéries. Un jour, un étrange œuf est né de son crayon de couleur qu'elle chérissait le plus, se révélant comme Luckytama, un Cocotama. Cependant, il est retrouvé par Kokoro après son retour de l'école et pour qu'il existe, il demande à Kokoro de signer un «contrat secret» sur lequel elle ne peut pas révéler le secret des Cocotamas au monde et doit aussi prendre soin de lui avec grand amour et soin. Maintenant que Luckytama vit avec son nouvel ami humain, Kokoro doit s'assurer qu'elle ne révèle jamais son secret en rencontrant d'autres Cocotamas qui se lient d'amitié avec elle ou lui causent des problèmes.

## Personnages

### Cocotama Contrateurs
Kokoro Yotsuba (四葉 こころ, Yotsuba Kokoro)
Voix japonaise : Kaede Hondo
Née le 9 septembre 2006. Le principal protagoniste principal de "Himitsu no Cocotama", Kokoro est un élève de 5e année qui vit dans la ville d'Aozora.
Nozomi Sakurai (桜井 のぞみ, Sakurai Nozomi)
Voix japonaise : Kaori Ishihara
Née le 6 août 2006. Deuxième protagoniste humain de "Himitsu no Cocotama" qui fait ses débuts dans l'épisode 26, Nozomi est également une élève de 5e année qui avait passé un contrat avec Vivit, son partenaire Cocotama.
Hikari Chono (蝶野 ひかり, Chōno Hikari)
Voix japonaise : Hibiku Yamamura
Née le 10 février 2007. Le troisième protagoniste humain de "Himitsu no Cocotama" faisant ses débuts dans l'épisode 80, Hikari est un élève de 5e année qui étudie dans une autre école.

### Cocotamas sous contrat avec Kokoro
Luckytama (ラキたま, Rakitama)
Voix japonaise : Megumi Han
Le principal protagoniste secondaire de "Himitsu no Cocotama", il est un Cocotama orange né du crayon de couleur de Kokoro qu'elle possédait quand elle avait 3 ans, et est appelé le "Dieu du crayon de couleur".
Melory (メロリー, Merorī)
Voix japonaise : Aki Toyosaki
Oshaki (おシャキ)
Voix japonaise : Yumi Kakazu
Geracho (ゲラチョ)
Voix japonaise : Rikako Aikawa
Kirarise (キラリス, Kirarisu)
Voix japonaise : Ryōka Yuzuki

### Cocotamas sous contrat avec Nozomi
Vivit (ビビット, Bibitto)
Voix japonaise : Sayuri Yahagi
Renge (レンジ, Renji)
Voix japonaise : Aya Endō
Pinko (ピンコ)
Voix japonaise : Yūko Gibu
Nicolie (ニコリ, Nikori)
Voix japonaise : Kaede Hondo

### Cocotamas sous contrat avec Hikari
Raichi (ライチ)
Voix japonaise : Ayaka Nanase
Pikota (ピコタ)
Voix japonaise : Kei Shindō
Chocolancy (ショコランシエ, Shokoranshie)
Voix japonaise : Ryō Hirohashi
Pocaline (ポカリン, Pokarin)
Voix japonaise : Yuka Iguchi
Heaton (ヒートン, Hīton)
Voix japonaise : Aki Kanada

### Personnages secondaires

#### Famille Yotsuba
Makoto Yotsuba (四葉 まこと, Yotsuba Makoto)
Voix japonaise : Yuka Terasaki
Le jeune frère de Kokoro. Il est très tapageur et parfois ennuyeux, ce qui agace parfois Kokoro.

## Liste des épisodes

### Arc 1, première partie
| No | Titre français                                                                    | Titre japonais                                             | Titre japonais                                                  | Date de 1re diffusion |
| No | Titre français                                                                    | Kanji                                                      | Rōmaji                                                          | Date de 1re diffusion |
| -- | --------------------------------------------------------------------------------- | ---------------------------------------------------------- | --------------------------------------------------------------- | --------------------- |
| 1  | Naissance! Petit dieu / Kokoro, construit une maison!?                            | 誕生！小さな神様 / こころ、家をたてる！？                  | Tanjō! Chīsana kamisama / Kokoro, Ie o tateru!?                 | 1er octobre 2015      |
| 2  | La déesse du piano, Melory♪ / Nettoyage de la maison Cocotama!                    | ピアノの神様、メロリーなの♪ / ここたまの大そうじ！         | Piano no kamisama, merorī nano♪ / Kokotama no ōsōji!            | 8 octobre 2015        |
| 3  | Les Cocotamas vont à l'école / Le dieu lapin                                      | ここたま学校へ行く／ウサギの神さま                         | Kokotama Gakkō e iku / Usagi no kamisama                        | 15 octobre 2015       |
| 4  | Grosse pincée! Oshaki ne peut pas sortir!!                                        | 大ピンチ！出るに出られぬおシャキです！！                   | Dai pinchi! Deru ni derare nu oshaki desu!!                     | 22 octobre 2015       |
| 5  | Le dieu qui rit? Geracho!                                                         | 笑いの神？ゲラチョだっちょ！                               | Warai no Kami? Geratcho-datcho!                                 | 29 octobre 2015       |
| 6  | Une grande aventure de camping très excitante!?                                   | わくわく遠足大冒険！？                                     | Wakuwaku ensoku dai bōken!?                                     | 5 novembre 2015       |
| 7  | La sexy Cocotama ♡ Kirarise / Bonne chance! Maman                                 | セクシーここたま♡キラリス / がんばれ！おかあさん           | Sekushī kokotama ♡ kirarisu / Ganbare! Okāsan                   | 12 novembre 2015      |
| 8  | SOS!? Mogutan apparaît                                                            | SOS！？モグタンあらわる                                    | SOS!? Mogutan arawaru                                           | 19 novembre 2015      |
| 9  | Match de futsal décisif!                                                          | フットサルで真剣勝負！                                     | Futtosaru de shinken shōbu!                                     | 26 novembre 2015      |
| 10 | Cherchez le Tama-Senin! / Le jeu de Tama-Senin!                                   | 探せ！たませんにん / 勝負だ！たませんにん                  | Sagase! Tama sennin / Shōbuda! Tama sennin                      | 3 décembre 2015       |
| 11 | Magasin de bonbons Babanban!                                                      | 駄菓子屋さんでババンバン！                                 | Dagashiyasan de Babanban                                        | 10 décembre 2015      |
| 12 | Au revoir, maison Cocotama                                                        | さよなら、ここたまハウス                                   | Sayonara, Kokotama Hausu                                        | 17 décembre 2015      |
| 13 | Le Noël palpitant de Kokoro / Le Noël plein de suspens de Cocotama                | こころのドキドキクリスマス / ここたまのハラハラクリスマス  | Kokoro no Dokidoki Kurisumasu / Kokotama no Harahara Kurisumasu | 24 décembre 2015      |
| 14 | L'apparence éclatante des jumeaux Cocotama! / Le secret de Sarine et Parine       | アワッと登場！双子のここたま / サリーヌとパリーヌの秘密    | Awatto tōjō! Futago no Kokotama / Sarīnu to Parīnu no Himitsu   | 7 janvier 2016        |
| 15 | Désolé pour l'attente! Je m'appelle Mishil!! / Espion mystérieux! Nom de code 346 | おまたせ！あたちがミシル！！ / 謎のスパイ！コードネーム346 | Omatase! Atachi ga Mishiru!! / Nazo no supai! Kōdonēmu 346      | 14 janvier 2016       |
| 16 | Agrandissement de la maison Cocotama! / La grande poursuite du service postal!    | 広がれ！ここたまハウス / ゆうびん大追跡！                  | Hirogare! Kokotama hausu / Yūbin dai tsuiseki!                  | 21 janvier 2016       |
| 17 | Le secret de Kokoro                                                               | こころのヒミツ                                             | Kokoro no Himitsu                                               | 28 janvier 2016       |
| 18 | Oni! Des haricots! Setsubun! / Surprise de neige! Un monde enneigé                | 鬼だ！豆だ！節分だ！ / 雪にビックリ！銀世界                | Onida! Mameda! Setsubunda! / Yuki ni Bikkuri! Ginsekai          | 4 février 2016        |
| 19 | La grande opération de la Saint-Valentin!                                         | バレンタイン大作戦！                                       | Barentain dai sakusen!                                          | 11 février 2016       |
| 20 | Le Trio Straytama arrive!                                                         | 参上！ノラたまトリオ                                       | Sanjō! Noratama Torio                                           | 18 février 2016       |
| 21 | Maman se fâche / Pas encore! Le Trio Straytama                                    | お母さん、大いに怒る / またまた！ノラたまトリオ            | Okāsan, ōini okoru / Matamata! Noratama Torio                   | 25 février 2016       |
| 22 | Hina et la poupée Ohina                                                           | ひなとお雛さま                                             | Hina tō Ohina-sama                                              | 3 mars 2016           |
| 23 | Visez à être une idole!                                                           | めざせアイドル！                                           | Mezase aidoru!                                                  | 10 mars 2016          |
| 24 | Oshaki déménage / Dans le tiroir                                                  | おシャキ、引っ越します / ひきだしのなか                    | Oshaki, hikkoshimasu / Hikidashi no naka                        | 17 mars 2016          |
| 25 | La formation de Geracho!? / Touchons tous Amanda!                                 | ゲラチョの神さま修行！？ / アマンダと急接近！              | Geracho no kamisama shugyō!? / Amanda to kyū sekkin!            | 24 mars 2016          |
| 26 | Un autre contrateur                                                               | もう一人の契約者                                           | Mōhitori no keiyaku-sha                                         | 31 mars 2016          |

### Arc 2, deuxième partie
| No | Titre français                                                                      | Titre japonais                                               | Titre japonais                                                       | Date de 1re diffusion |
| No | Titre français                                                                      | Kanji                                                        | Rōmaji                                                               | Date de 1re diffusion |
| -- | ----------------------------------------------------------------------------------- | ------------------------------------------------------------ | -------------------------------------------------------------------- | --------------------- |
| 27 | Joyeux Chasseur Nozomi & Vivit                                                      | ハッピーハンター のぞみ＆ビビット                            | Happī Hantā Nozomi & Bibitto                                         | 7 avril 2016          |
| 28 | Le renouvellement du Contrat Cocotama!? / Supermarché Paradise!                     | ここたまの契約更新！？ / スーパーはパラダイスだぐぅ！        | Kokotama no keiyaku kōshin!? / Sūpā wa paradaisu Daguu!              | 14 avril 2016         |
| 29 | En avant! Téléshop!! / Courir! Amanda                                               | 突撃！テレポンショッピング！！ / 走れアマンダ                | Totsugeki! Tereponshoppingu!! / Hashire Amanda                       | 21 avril 2016         |
| 30 | Pinko et Renge sont nés ici!                                                        | ピンコとレンジ、ここで生まれました！                         | Pinko to Renji, koko de umaremashita!                                | 28 avril 2016         |
| 31 | Envolez-vous vers le ciel Cocotama / Opération Fête des Mères!                      | ここたま、空を飛ぶ / 母の日大作戦！                          | Kokotama, Sora wo tobu / Haha no Hi daisakusen!                      | 6 mai 2016            |
| 32 | Optez pour la première place!!                                                      | めざせ！一等賞！！                                           | Mezase! Ichitōshō!!                                                  | 13 mai 2016           |
| 33 | La "chance" de voyance!? / Kokoro est un dieu du jeu!?                              | うらないでラッキーなの！？ / こころ、ゲームの神様になる！？  | Uranai de rakkīna no!? / Kokoro, gēmu no kamisama ni naru!?          | 19 mai 2016           |
| 34 | Moment crucial de Mishil! / Les nombreux secrets de Ichinose                        | ミシル危機一髪！ / 一之瀬君のトンでもシークレット            | Mishiru kiki ippatsu! / Ichinose-kun no tondemo Shīkuretto           | 26 mai 2016           |
| 35 | Attrapez un OVNI!                                                                   | UFOをつかまえろ！                                            | UFO o tsukamaero!                                                    | 2 juin 2016           |
| 36 | Humide sous la pluie ♪ maison Cocotama / Affamé de le Trio Straytama!               | 雨でルンルン♪ここたまハウス / はらぺこ！ノラたまトリオ       | Ame de runrun ♪ kokotama hausu / Hara peko! Noratama torio           | 9 juin 2016           |
| 37 | Geracho a un disciple!? / Akane entre                                               | ゲラチョ、弟子をとる！？ / あかねちゃんがやってきた          | Geracho, deshi o toru!? / Akane-chan ga yattekita                    | 16 juin 2016          |
| 38 | Les sentiments d'un Straytama                                                       | ノラたまの想い                                               | Noratama no omoi                                                     | 23 juin 2016          |
| 39 | Les Joyeux Chasseurs vont au parc d'attractions!                                    | ハッピーハンター、遊園地へ行く！                             | Happīhantā, yuenchi e iku!                                           | 30 juin 2016          |
| 40 | Le Pays Cocotama est fait!                                                          | つくろう！ここたまランド                                     | Tsukurou! Kokotama Rando                                             | 7 juillet 2016        |
| 41 | Le jeu dans la bibliothèque! / T~u n'iras pas à l'infirmerie!?                      | 図書館で勝負でございます！ / ほ～っとできない保健室！？      | Toshokan de shōbudegozaimasu! / Ho~tto dekinai hoken-shitsu!?        | 21 juillet 2016       |
| 42 | Nous ferons tous un nouveau menu! / Piscine d'été de le Pays Cocotama               | みんなでつくろう！新メニュー / 夏だ プールだ ここたまランド  | Min'na de tsukurou! Shin menyū / Natsu da Pūru da Kokotama Rando     | 28 juillet 2016       |
| 43 | La grande vague de Yukata! / Les Cocotamas vont au Festival d'été!                  | 浴衣でビッグウェーブ！ / ここたま、夏祭りへ行く！            | Yukata de bigguuēbu! / Kokotama, Natsu Matsuri e iku!                | 4 août 2016           |
| 44 | À la maison de grand-mère                                                           | おばあちゃんの家へ                                           | Obāchan no Ie e                                                      | 11 août 2016          |
| 45 | L'aventure d'été Cocotama!                                                          | ここたま 夏の大冒険！                                        | Kokotama Natsu no Dai Bōken!                                         | 18 août 2016          |
| 46 | Visez les étoiles heureuses! / Souvenirs d'été                                      | ねらえ！ハッピースター / 夏の思い出                          | Nerae! Happī Sutā / Natsu no Omoide                                  | 25 août 2016          |
| 47 | Opération de corvée Cocotama! / Le bébé souriant Cocotama, Nicolie                  | ここたま活動大作戦！ / 赤ちゃんここたま ニコリでにっこり     | Kokotama Katsudō Daisakusen! / Akachan Kokotama Nikori de Nikkori    | 1er septembre 2016    |
| 48 | Cœur battant! Anniversaire de Kokoro                                                | ドキドキ！こころの誕生日                                     | Dokidoki! Kokoro no tanjōbi                                          | 8 septembre 2016      |
| 49 | Bienvenue, Nicolie / Ca y est, j'écrirai une lettre                                 | いらっしゃい、ニコリ / そうだ手紙を書こう                    | Irasshai, Nikori / Sōda Tegami o Kakou                               | 15 septembre 2016     |
| 50 | Trio Straytama: Les dieuxs de l'Amour? / Venez travailler, bonne Ukero!             | 恋の神さま？ノラたまトリオ / ばっちこい、ワイがウケローや！  | Koi no kamisama? Noratama Torio / Batchi koi, Wai ga Ukerō ya!       | 22 septembre 2016     |
| 51 | Un événement de Cendrillon                                                          | シンデレラ・ハプニング                                       | Shinderera Hapuningu                                                 | 29 septembre 2016     |
| 52 | La naissance de la reine Mishil!? / Kokoro et Luckytama: Souvenirs de cette journée | 誕生！？ミシル女王様 / こころとラキたま 思い出の日           | Tanjō!? Mishiru Joō-Sama / Kokoro to Rakitama Omoide no Hi           | 6 octobre 2016        |
| 53 | Cours à la mode de Kirarise / Mâcher des poivrons!                                  | キラリスのおしゃれ教室 / モグモグ、ピーマンツアー！          | Kirarisu no Oshare Kyōshitsu / Mogu Mogu, Pīmantsuā!                 | 13 octobre 2016       |
| 54 | Soyez silencieux lors de la lecture / Melory la fille de l'affiche♪                 | 読書中はお静かにー / 看板娘 メロリーなの♪                    | Dokusho-chū wa o Shizuka ni / Kanban Musume Merorī-nano♪             | 20 octobre 2016       |
| 55 | Surprise! Fête d'Halloween                                                          | どっきり！ハロウィンパーティー                               | Dokkiri! Harouin Pātī                                                | 27 octobre 2016       |
| 56 | Mon nom de code est 753 / The Ban Ban Dashi Dashi Super Training!                   | コードネームは７５３ / バンバンダシダシ猛特訓じゃ！          | Kōdonēmu wa 753 / Ban Ban Dashi Dashi mō tokkun ja!                  | 3 novembre 2016       |
| 57 | Brûlez avec passion! Geracho / Souriez pour notre photo d'amitié!                   | 熱血！ゲラチョ先生 / なかよし写真でハイ、チーズ！            | Nekketsu! Geracho sensei / Nakayoshi shashin de hai, chīzu!          | 10 novembre 2016      |
| 58 | Un grand bain rafraîchissant! / Mush Mukunyu, le Dieu de la planche à dessin!       | お風呂大好きさっぱりりん！ / 画板の神様！ムッシュ・ムクンヌ  | Ofuro Daisuki Sappari Rin! / Gaban no Kamisama! Musshu Mukun'nuTitre | 17 novembre 2016      |
| 59 | La recherche de l'œuf sacré!                                                        | 聖なるたまごを探せ！                                         | Seinaru tamago o sagase!                                             | 24 novembre 2016      |
| 60 | Vaincre le froid! / Nicolie a des ennuis!? Dépêchez-vous Pinco!!                    | かぜをやっつけろ！ / ニコリのピンチ！？走れピンコ！！        | Kaze o yattsukero! / Nikori no Pinchi!? Hashire Pinko!!              | 1er décembre 2016     |
| 61 | Glisse glisse! La compétition de patinage Cocotama / Vivit a été suivie!            | ツルツル！ここたまスケート大会 / ビビットを追え！            | Tsurutsuru! Kokotama Sukēto Taikai / Bibitto o oe!                   | 8 décembre 2016       |
| 62 | Soirée pyjama de Kokoro et Nozomi                                                   | こころとのぞみのパジャマパーティー                           | Kokoro to Nozomi no pajamapātī                                       | 15 décembre 2016      |
| 63 | Noël à Pays Cocotama                                                                | ここたまランドでクリスマス                                   | Kokotama Rando de Kurisumasu                                         | 22 décembre 2016      |
| 64 | Une panique de rêve pour le nouvel an Cocotama! / Gluant Mochi Kirarise             | ここたまの初夢パニック！ / もっちもちキラリス                | Kokotama no Hatsuyume Panikku! / Motchi Mochi Kirarisu               | 5 janvier 2017        |
| 65 | Ce siège spécial / Leçon de piano du directeur Kokoro♪                              | たったひとつのとくべつせき / こころ先生のピアノレッスン♪     | Tatta Hitotsu no Tokubetsu seki / Kokoro Sensei no Piano Ressun♪     | 12 janvier 2017       |
| 66 | Les sentiments de Nozomi, les sentiments de Vivit                                   | のぞみの想い、ビビットの想い                                 | Nozomi no Omoi, Bibitto no Omoi                                      | 19 janvier 2017       |
| 67 | Le goût caché d'un Cocotama / Le combat de football comique!                        | 隠し味は、ここったま / お笑いでサッカー猛特訓！              | Kakushi-mi wa, kokottama / Owarai de Sakkā mō Tokkun!                | 26 janvier 2017       |
| 68 | Dispersion des haricots! La bataille de Setsubun !! / Infirmerie chaude de Nicole   | 豆まけ！節分バトル！！ / ホッとニッコリ保健室                | Mame make! Setsubun batoru!! / Hotto nikkori hoken-shitsu            | 2 février 2017        |
| 69 | L'amour d'un frère... / Joyeuse Saint-Valentin à tous!?                             | アニキの恋… / みんなでハッピー!?バレンタイン                 | Aniki no koi... / Min'na de Happī!? Barentain                        | 9 février 2017        |
| 70 | Un grand début passionnant à la télévision                                          | テレビデビューで大さわぎ                                     | Terebidebyū de dai sawagi                                            | 16 février 2017       |
| 71 | Cocotama ambulant, Yuki / Mishil et Mogutan: Chasseurs Heureux?                     | 旅するここたま ゆっきー / ハッピーハンター？ミシル＆モグタン | Tabi suru Kokotama Yukki / Happī Hantā? Mishiru & Mogutan            | 23 février 2017       |
| 72 | Toujours heureux! Mukumuku arrange / Le dieu lapin, encore une fois                 | ずっぱずっぱ! アレンジムクムク / ウサギの神さま、再び        | Zuppazutsupa! Arenji Mukumuku / Usagi no Kamisama, Futatabi          | 2 mars 2017           |
| 73 | Attraper le coucher du soleil!? / Recherche de l'alliance                           | 夕陽をつかまえろ!? / 結婚指輪を探すのよん                    | Yūhi o Tsukamaero!? / Kekkon Yubiwa o Sagasu no yo ni                | 9 mars 2017           |
| 74 | Je ferai un vœu pour Nozomi!                                                        | のぞみの願いをかなえたい!                                    | Nozomi no negai o kanaetai!                                          | 16 mars 2017          |
| 75 | Réveillez-vous! Vivit                                                               | めざめて!ビビット                                            | Mezamete! Bibitto                                                    | 23 mars 2017          |
| 76 | Tout le monde est grand amour! Cocotama!!                                           | みんな大好き!ここったま!!                                    | Min'na daisuki! Kokotama!!                                           | 30 mars 2017          |

### Arc 2, Raichi et Hikari
| No  | Titre français                                                                         | Titre japonais                                              | Titre japonais                                                         | Date de 1re diffusion |
| No  | Titre français                                                                         | Kanji                                                       | Rōmaji                                                                 | Date de 1re diffusion |
| --- | -------------------------------------------------------------------------------------- | ----------------------------------------------------------- | ---------------------------------------------------------------------- | --------------------- |
| 77  | Printemps passionnant ♪ Activité Cocotama / Les Cocotamas ont brisé la maison          | 春のウキウキ♪ここたま活動 / ここたま、家をこわす            | Haru no ukiuki ♪ Kokotama katsudō / Kokotama, Ie o kowasu              | 6 avril 2017          |
| 78  | Camping avec tout le monde! / Le parcours de formation de Geracho?                     | みんなでキャンプ！ / ゲラチョ修行の旅へ？                   | Min'na de Kyanpu! / Geracho shugyō no tabi e?                          | 13 avril 2017         |
| 79  | Allons au cinéma / Secrets du monde Cocotama!?                                         | 映画館へいこう / ここたま界のヒミツ！？                     | Eigakan e Ikou / Kokotama-kai no Himitsu!?                             | 20 avril 2017         |
| 80  | Un contrat temporaire? Raichi est né                                                   | 仮のけいやく? ライチ誕生                                    | Kari no Keiyaku? Raichi tanjō                                          | 27 avril 2017         |
| 81  | Vous ne pouvez pas faire de la magie!? Vas-y Raichi                                    | まほうが出ない!? がんばれライチ                             | Mahō ga Denai!? Ganbare Raichi                                         | 4 mai 2017            |
| 82  | Une activité Cocotama avec Amanda / Rêves pour une maison d'hôtes♪                     | アマンダとここたま活動 / おとまりハウスは夢いっぱいなの♪    | Amanda to Kokotama Katsudō / Otomari Hausu wa yume-ippai nano♪         | 11 mai 2017           |
| 83  | Bienvenue à la maison CocoTre! / Les moments faciles de Parine                         | ようこそ!ここトレハウス / パリーヌのやさしいひととき        | Yōkoso! Kokotore Hausu / Parīnu no Yasashī Hitotoki                    | 18 mai 2017           |
| 84  | Kirarise vs Aoyama / Présentation, la grande rencontre sportive de Cocotama!           | キラリスVS青山くん / 開催!ここたま大運動会                  | Kirarisu VS Aoyama-kun / Kaisai! Kokotama Dai Undōkai                  | 25 mai 2017           |
| 85  | Je suis Picota, ravi de vous rencontrer                                                | はじめまして ピコタであります                               | Hajimemashite Pikotadearimasu                                          | 1er juin 2017         |
| 86  | Illusion Chin-Chin V-V!? / Mogutan est ici en formation?                               | ちちんぷいぷいイリュージョン!? / モグタンただいま修行中?    | Chi-chin puipui iryūjon!? / Mogutan tadaimashugyōchū?                  | 8 juin 2017           |
| 87  | Ouverture de la clinique Cocotama!                                                     | ここたまクリニックオープン！                                | Kokotama Kurinikku ōpun!                                               | 15 juin 2017          |
| 88  | Sentiments rafraîchis! Perspective de Sarine / Cours de baseball d'Ayaka et Ukero      | 気持ちさっぱり!前向きサリーヌ / あやかとウケローの野球教室  | Kimochi Sappari! Maemuki Sarīnu / Ayaka to Ukerō no Yakyū Kyōshitsu    | 22 juin 2017          |
| 89  | Picota va à l'école / Melory, espionne Cocotama                                        | ピコタ、学校へ行くであります / ここたまスパイメロリーなの～ | Pikota, gakkō heiku de arimasu / Kokotama Supai Merorī nano~           | 29 juin 2017          |
| 90  | Nous saluons le retour! Nozomi & Vivit / L'ouverture de la nouvelle boutique Pokopoko! | おかえり！のぞみ＆ビビット / 開店!新ポコポコショップ        | Okaeri! Nozomi & Bibitto / Kaiten! Shin Pokopoko Shoppu                | 6 juillet 2017        |
| 91  | Le retour des Heureux Chasseurs                                                        | 帰ってきたハッピーハンター                                  | Kaettekita happīhantā                                                  | 20 juillet 2017       |
| 92  | Tâches de nettoyage de Patarina / Festival d'été de Pays Cocotama                      | パタリーナのお掃除大作戦 / 帰ってきたハッピーハンター       | Patarīna no Osōji dai sakusen / Kokotama Rando de Natsu Matsuri ja     | 27 juillet 2017       |
| 93  | Grande difficulté!? Scène de rêve de Picota                                            | 大ピンチ!?ピコタと夢のステージ                              | Dai pinchi!? Pikota to yume no sutēji                                  | 3 août 2017           |
| 94  | Les vacances d'été de Kokoro et Nozomi                                                 | こころとのぞみの夏休み                                      | Kokoro to nozomi no natsuyasumi                                        | 10 août 2017          |
| 95  | La grande aventure de l'île d'été                                                      | サマーアイランド大冒険                                      | Samāairando dai bōken                                                  | 17 août 2017          |
| 96  | Cœur battant ! Le club secret des secrets / Suivre où Nicolie va                       | ドキドキ！ヒミツのおとまり会 / ニコリを追ってどこまでも     | Dokidoki! Himitsu no o tomari-kai / Nikori o otte doko made mo         | 24 août 2017          |
| 97  | Picota est maintenant diplômé                                                          | ピコタ、卒業するであります                                  | Pikota, sotsugyō surudearimasu                                         | 31 août 2017          |
| 98  | Petit anniversaire surprise de Kokoro                                                  | びっくりこころの小さな誕生日                                | Bikkuri kokoro no chīsana tanjōbi                                      | 7 septembre 2017      |
| 99  | Chocolancy, le Cocotama au sang chaud!                                                 | 熱血ここたま ショコランシェ！                               | Nekketsu Kokotama Shokoranshe!                                         | 14 septembre 2017     |
| 100 | L'Académie Cocotama ouvre! / Le nouveau membre du Trio Straytama!?                     | ここたま学校、開校です！ / 新メンバー！？ノラたまトリオ     | Kokotama Gakkō, Kaikōdesu! / Shin menbā!? Noratama Torio               | 21 septembre 2017     |
| 101 | Exploration de l'école de Chocolancy                                                   | ショコランシェの学校探検                                    | Shokoranshe no Gakkō Tanken                                            | 28 septembre 2017     |
| 102 | Prendre un bain est amusant ♪ / Kurun et la jolie robe une pièce                       | おでかけお風呂はたのしいな♪ / クルンとすてきなワンピース    | Odekake ofuro wa tanoshī na♪ / Kurun to sutekina wanpīsu               | 5 octobre 2017        |
| 103 | Retrouver le sourire de Nicolie! / La recherche du bonheur de Kirarise                 | ニコリの笑顔をとりもどせ！ / キラリスの幸せ探し             | Nikori no egao o torimodose! / Kirarisu no shiawase sagashi            | 12 octobre 2017       |
| 104 | Les journaux muraux sont un art / M. Picota est arrivé                                 | かべしんぶんは芸術ですネ～ / ピコタせんぱいが、やってきた   | Kabe shinbun wa geijutsudesu ne ~ / Pikota-Senpai ga, yattekita        | 19 octobre 2017       |
| 105 | Le mystère d'Halloween Cocotama                                                        | ここたまハロウィンミステリー                                | Kokotama Harouin Misuterī                                              | 26 octobre 2017       |
| 106 | La cuisson des bonbons d'automne / N'abandonnez pas! Chocolancy!!                      | 秋のスイーツクッキングだぐぅ / 負けるな！ショコランシェ！！ | Aki no Suītsu Kukkingu daguu / Makeruna! Shokoranshe!!                 | 2 novembre 2017       |
| 107 | La cuisson des bonbons d'automne / N'abandonnez pas! Chocolancy!!                      | 秋のスイーツクッキングだぐぅ / 負けるな！ショコランシェ！！ | Aki no Suītsu Kukkingu daguu / Makeruna! Shokoranshe!!                 | 9 novembre 2017       |
| 108 | Changement! Geracho et Niche / Tous deux dissous!?                                     | チェンジ!ゲラチョとニーチエ / あの二人が解散！？            | Chenji! Geracho to Nīchie / Ano Futari ga Kaisan!?                     | 16 novembre 2017      |
| 109 | La formation spéciale Ban Ban Dash Dash! / Protéger la maison CocoTre                  | バンバンダシダシまた特訓! / ここトレハウスを守れ            | Ban ban dashi dashi mata tokkun! / Kokotore Hausu o Mamore             | 23 novembre 2017      |
| 110 | Oshaki chante!! / La maison Cocotama est en panne!?                                    | おシャキ歌います!! / ここたまハウス大分解!?                 | Oshaki Utaimasu!! / Kokotama Hausu dai bunkai!?                        | 30 novembre 2017      |
| 111 | Pocaline chaude                                                                        | ぽかぽかポカリン                                            | Pokapoka Pokarin                                                       | 7 décembre 2017       |
| 112 | Lettres d'un cartable                                                                  | ランドセルからの手紙                                        | Randoseru kara no tegami                                               | 14 décembre 2017      |
| 113 | Un contrat dans la nuit de neige / Père Noël Cocotama, envoi!                          | 雪降る夜のけいやくしょ / ここたまサンタ、出動!              | Yukifuru Yoru no Keiyakusho / Kokotama Santa, Shutsudō!                | 21 décembre 2017      |
| 114 | Admiration d'Pocaline / Duel! Patarina vs Hotney!                                      | ポカリンをほめないで / 暴走!パタリーナVSホットニー!         | Pokarin o Homenaide / Bōsō! Patarīna VS Hottonī!                       | 4 janvier 2018        |
| 115 | Paradis Kotatsu / Heaton, le dieu de l'écharpe                                         | こたつパラダイス / マフラーのかみさまヒートン               | Kotatsu paradaisu / Mafurā no kamisama hīton                           | 11 janvier 2018       |
| 116 | Allez allez, Yuuki / La grande aventure rafraîchissante d'Awawa                        | ゆけゆけゆっきー / アワワとサッパリ大冒険                   | Yuke yuke yukki / Awawa to Sappari dai bōken                           | 18 janvier 2018       |
| 117 | Visez la magie miracle! / Kirarise fait de son mieux                                   | めざせ!ミラクルマジック / キラリスがんばる                  | Mezase! Mirakuru Majikku / Kirarisu ganbaru                            | 25 janvier 2018       |
| 118 | Heaton et Pocaline / Qu'est-ce que c'est, un Oni est derrière nous?                    | ヒートンとポカリン / 鬼はそとで、なんでやねん?              | Hīton to Pokarin / Onihasoto de, nandeya nen?                          | 1e fevrier 2018       |
| 119 | Allez-y, Hikari et Raichi! / Les dernières Saint-Valentin                              | 進め!ひかりとライチ / 最後のバレンタイン                    | Susume! Hikari to Raichi / Saigo no Barentain                          | 8 fevrier 2018        |
| 120 | La super escouade d'encouragements d'Ukero! / Entrez dans le rythme ♪ Kokoro           | ばっちこい!ウケロー応援団 / リズムにのって♪こころ先生       | Batchi koi! Ukerō ōen-dan/ Rizumuninotte ♪ Kokoro-sensei               | 15 fevrier 2018       |
| 121 | Allons à la maison                                                                     | おうちへ帰ろう                                              | Ouchi e kaerou                                                         | 22 fevrier 2018       |
| 122 | Deux personnes, une légende / Kokoro et Hikari, le lien à tester                       | 二人のいちにんまえ伝説 / こころとひかり、試される絆         | Futari no ichi nin mae Densetsu / Kokoro to Hikari, tamesa reru kizuna | 1er mars 2018         |
| 123 | C'est la magie de Hikari!                                                              | イッツアひかりマジック！                                    | Ittsua Hikari majikku!                                                 | 8 mars 2018           |
| 124 | Le paradis cinématographique de Cinemaru                                               | シネマルの映画パラダイス                                    | Shinemaru no eiga paradaisu                                            | 15 mars 2018          |
| 125 | Cocotama, une semaine de secrets                                                       | ここたま、ヒミツの一週間                                    | Kokotama, himitsu no isshūkan                                          | 22 mars 2018          |
| 126 | N'oubliez pas! Kokoro!                                                                 | 思い出して!こころ!                                          | Omoide Shite! Kokoro!                                                  | 29 mars 2018          |

### Arc 3, Arc de pantalon perdu
| No  | Titre français                                                 | Titre japonais                                   | Titre japonais                                        | Date de 1re diffusion |
| No  | Titre français                                                 | Kanji                                            | Rōmaji                                                | Date de 1re diffusion |
| --- | -------------------------------------------------------------- | ------------------------------------------------ | ----------------------------------------------------- | --------------------- |
| 127 | La recherche du pantalon adulte                                | 一人前パンツをさがせ                             | Ichininmae pantsu o sagase                            | 5 avril 2018          |
| 128 | A côté de vous, Tama-Shine apparaît!                           | あなたのそばに たまシャイン登場！                | Anata no soba ni tama shain tōjō!                     | 12 avril 2018         |
| 129 | Formation CocoTre de Kanna / Laissez toutes les fleurs fleurir | カンナのここトレ修行 / お花を咲かせよう          | Kan'na no koko tore shugyō / Ohana o sakaseyou        | 19 avril 2018         |
| 130 | Duel! Tama-Shine et Tama-Sennin                                | 対決！たまシャインとたませんにん                 | Taiketsu! Tamashain to Tamasennin                     | 26 avril 2018         |
| 131 | Trésors de Kokoro / Détective Osharlock                        | こころのたからもの / めいたんてい おシャーロック | Kokoro no takara mono / Meitantei Oshārokku           | 3 mai 2018            |
| 132 | Suie sans entrave!                                             | スイスイスーイ!                                  | Suisuisūi!                                            | 10 mai 2018           |
| 133 | Suie et la recherche sans entrave! / Éclat! Kirarise           | スーイとスイスイだいそうさく！ / 輝け！キラリス  | Sūi to Suisui Dai Sōsaku! / Kagayake! Kirarisu        | 17 mai 2018           |
| 134 | Un énorme problème magique!? / Le parc StrayTama en feu        | 魔法で大パニック!? / 炎のノラたま公園            | Mahō de dai panikku!? / Honō no nora tama kōen        | 24 mai 2018           |
| 135 | Papa est occupé / Les pantalons pour adultes ont été trouvés!  | お父さんは大いそがし / 見つけた!一人前パンツ     | Otōsan wa dai isogashi / Mitsuketa! Ichininmae pantsu | 31 mai 2018           |
| 136 | Sauvez Kokoro! Les essais de Cocotama                          | こころを救え!ここたまの試練                      | Kokoro o sukue! Kokotama no Shiren                    | 7 juin 2018           |
| 137 | La grande poursuite dans le monde Cocotama!                    | ここたま界で大ついせき！                         | Kokotama-kai de dai tsui seki!                        | 14 juin 2018          |
| 138 | Sauver le monde Cocotama!                                      | ここたま界を救え!                                | Kokotama-kai o sukue!                                 | 21 juin 2018          |
| 139 | Ensemble pour toujours, Cocotama                               | ずっと一緒に ここったま                          | Zutto Isshoni Kokotama                                | 28 juin 2018          |

### Kamisama Minarai Himitsu no Kokotama Natsuda! Ōhashagi Supesharu (Cocotama: Dieux secrets des apprentis - Un spécial d'été gambadant!)
| No  | Titre français                               | Titre japonais             | Titre japonais                        | Date de 1re diffusion |
| No  | Titre français                               | Kanji                      | Rōmaji                                | Date de 1re diffusion |
| --- | -------------------------------------------- | -------------------------- | ------------------------------------- | --------------------- |
| 140 | Ravi de vous voir, Ribbon                    | リボンはじめまして         | Ribon hajimemashite                   | 5 juillet 2018        |
| 141 | Ribbon a faim                                | 腹ペコリボン               | Harapeko Ribon                        | 19 juillet 2018       |
| 142 | Maintenant! Activité Cocotama!               | いざ！ここたま活動！       | Iza! Kokotama katsudō!                | 26 juillet 2018       |
| 143 | Trouvons des amis Cocotama!                  | ここたま仲間を探そう！     | Kokotama nakama o sagasou!            | 2 août 2018           |
| 144 | Montrez la magie!                            | 魔法をみせて！             | Mahō o misete!                        | 9 août 2018           |
| 145 | Qu'est-ce qu'une étoile heureuse?            | ハッピースターって？       | Happīsutā tte?                        | 16 août 2018          |
| 146 | La naissance du Ribbon                       | リボンの生まれたもの       | Ribon no umareta mono                 | 23 août 2018          |
| 147 | Quel est le Cocotama Contracteur Légendaire? | 伝説のここたま契約者って？ | Densetsu no Kokotama Keiyaku-sha tte? | 30 août 2018          |

### Film
| No   | Titre français                                                                                        | Titre japonais                                                                  | Titre japonais                                                                                | Date de 1re diffusion |
| No   | Titre français                                                                                        | Kanji                                                                           | Rōmaji                                                                                        | Date de 1re diffusion |
| ---- | --- | ------------------------------------------------------------------------------- | --------------------------------------------------------------------------------------------- | --------------------- |
| Film | Cocotama: Dieux secrets des apprentis - Faire un miracle ♪ Tepple et le monde passionnant de Cocotama | 映画かみさまみならい ヒミツのここたま 奇跡をおこせ♪テップルとドキドキここたま界 | Eiga Kamisama Minarai: Himitsu no Cocotama: Kiseki o Okose ♪ Tepple to Doki Doki Cocotama Kai | 28 avril 2017,        |